# Regina von Emmeritz och Konung Gustaf II Adolf

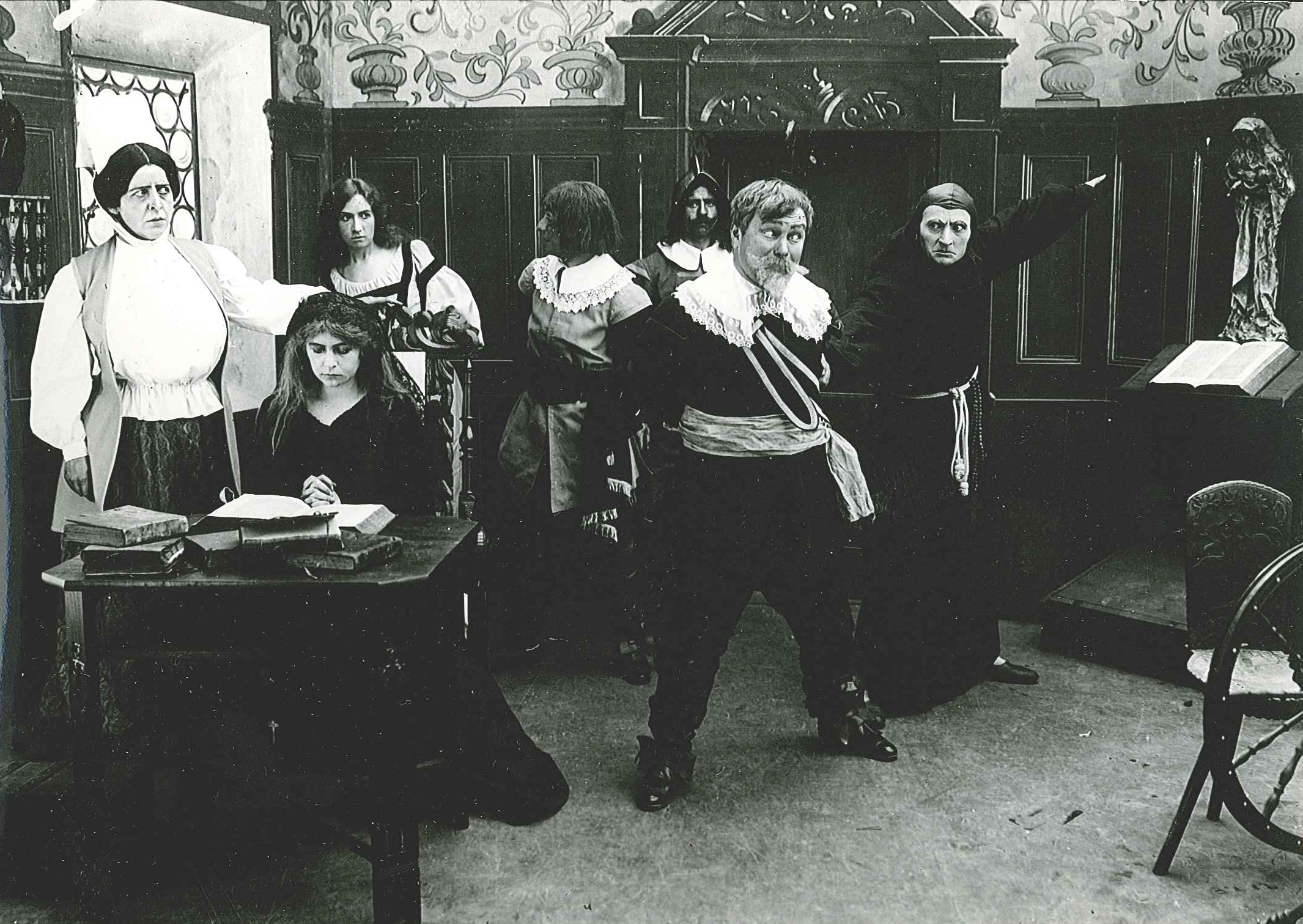
Scen ur Regina von Emmeritz och Konung Gustaf II Adolf. Bland skådespelarna märks Gerda André (sittande vid bordet), Emile Stiebel (i mitten som kungen) och Carl Browallius till höger om denne.

Regina von Emmeritz och Konung Gustaf II Adolf är en svensk dramafilm från 1910 i regi av Gustaf "Muck" Linden.

## Om filmen
Filmen premiärvisades redan den 14 november 1910 på biograferna Blanch's i Stockholm och Malmö Gamla Biograf i Malmö. Filmen spelades in vid Svenska Biografteaterns ateljé i Kristianstad med exteriörer från Ekenabben och Maltesholms slott i Kristianstad av Robert Olsson. Som förlaga har man Zacharias Topelius pjäs Regina von Emmeritz och berättelsen Fältskärns berättelser från 1853

## Roller
- Emile Stiebel – Gustaf II Adolf
- Gerda André – Regina von Emmeritz
- Carl Browallius – Hieronymus
- Frithiof Strömberg – överste Lillie
- Ivan Hedqvist – Reginas far
- Gucken Cederborg – Dorthe
- Albin Lavén – biskopen
- Torre Cederborg – Larsson
- Lilly Wasmouth – Kätchen
- Anna-Lisa Hellström
- Ellen Appelberg
- Axel Janse
- Nils Johannisson
- Harry Wolf
- Valborg Ljungberg
- Axel de la Motte